# Hovahydrus praetextus
Hovahydrus praetextus är en skalbaggsart som först beskrevs av Guignot 1951.  Hovahydrus praetextus ingår i släktet Hovahydrus och familjen dykare. Inga underarter finns listade i Catalogue of Life.